# Aulosepalum
Aulosepalum é um género botânico pertencente à família das orquídeas (Orchidaceae).

## Lista de espécies
1. Aulosepalum hemichrea (Lindl.) Garay, Bot. Mus. Leafl. 28: 298 (1980 publ. 1982)
2. Aulosepalum nelsonii (Greenm.) Garay, Bot. Mus. Leafl. 28: 298 (1980 publ. 1982)
3. Aulosepalum oestlundii (Burns-Bal.) Catling, Lindleyana 4: 185 (1989)
4. Aulosepalum pulchrum (Schltr.) Catling, Lindleyana 4: 185 (1989)
5. Aulosepalum ramentaceum (Lindl.) Garay, Bot. Mus. Leafl. 28: 298 (1980 publ. 1982)
6. Aulosepalum tenuiflorum (Greenm.) Garay, Bot. Mus. Leafl. 28: 298 (1980 publ.1982)